# Don Ameche
Don Ameche (født 31. maj 1908, død 6. december 1993) er en amerikansk skuespiller. Han har bl.a. vundet en Oscar for bedste mandlige birolle for Cocoon.